# St-Pierre (Monchy-Lagache)

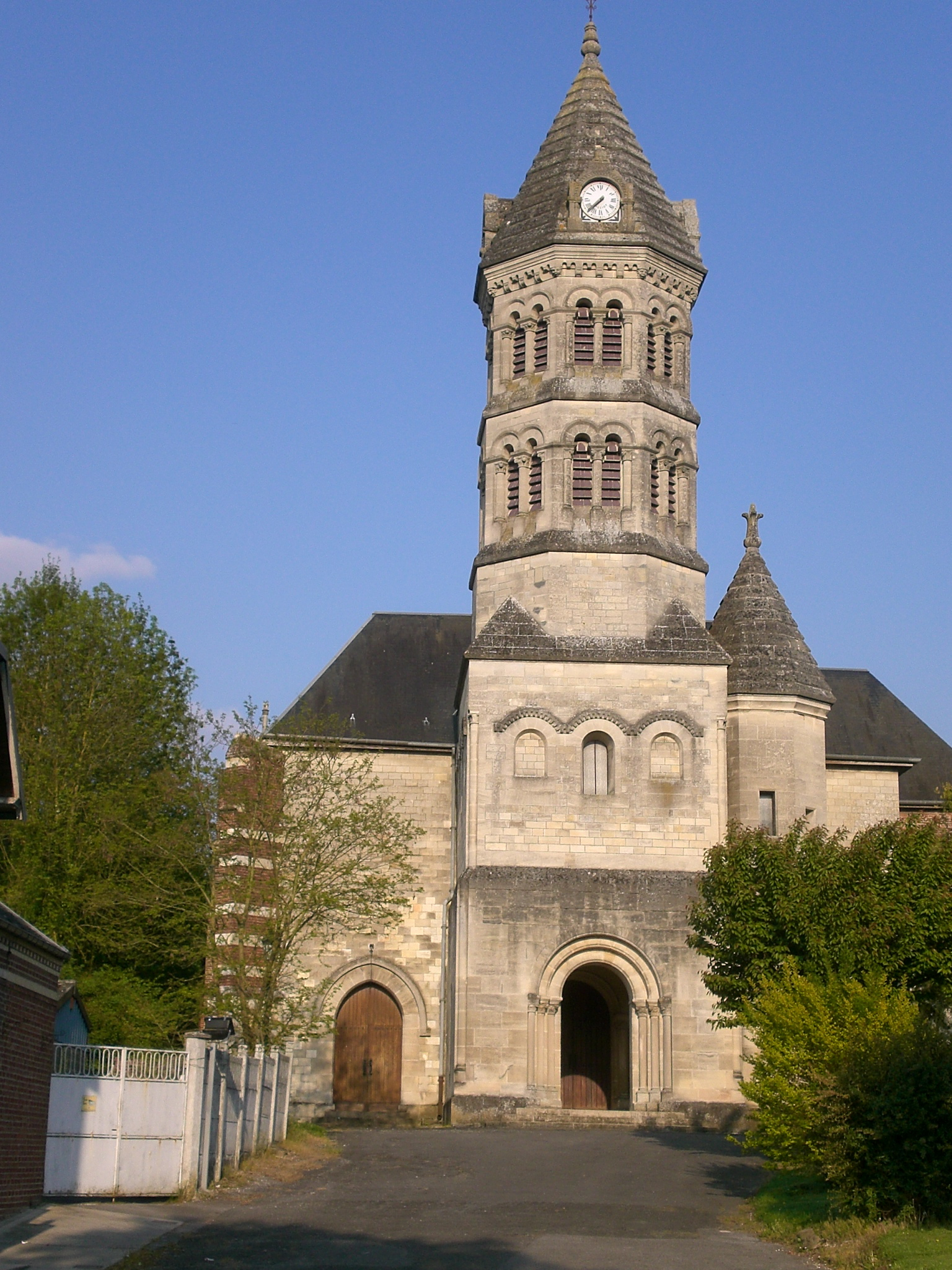
Kirche Saint-Pierre

Die römisch-katholische Kirche Saint-Pierre in Monchy-Lagache, einer französischen Gemeinde im Département Somme, ist eine seit 1998 in die Liste der Monuments historiques eingetragene Kirche.

## Bau
Die Kirche wurde seit 1170 im romanisch-gotischen Übergangsstil errichtet. Vom 15. bis zum 17. Jahrhundert wurde sie umgebaut. Eingriffe erfolgten im 18. und 19. Jahrhundert. Der achteckige Glockenturm der Westfassade wurde 1917 durch deutsche Truppen gesprengt, aber von 1922 bis 1929 durch den Architekten Clément Cocquempot im neoromanischen Stil wieder errichtet; dabei wurde die pyramidenförmige Spitze verändert. Langhaus und Querhaus in flamboyanter Gotik wurden dabei restauriert. Der gotische Chor aus dem 13. Jahrhundert weist ein Lanzettfenster auf. Das während der Französischen Revolution beschädigte Portal auf der Südseite stammt aus dem 16. Jahrhundert. Die als bemerkenswert bezeichnete Verglasung in Grisailletechnik aus dem Jahr 1927 wurde von Jacques Grüber geschaffen.